# Warner (Alberta)
Warner es un pueblo canadiense situado en la provincia de Alberta.

## Superficie
Warner tiene una superficie de 1,16 km².

## Demografía
En 2021, tenía 364 habitantes, una densidad poblacional de 313,7 hab./km², y 201 viviendas.